# Асколезе (Салерно)
Асколезе је насеље у Италији у округу Салерно, региону Кампанија.
Према процени из 2011. у насељу је живело 203 становника. Насеље се налази на надморској висини од 463 м.